# Pearl Argyle
Pearl Argyle (7 tháng 11 năm 1910 - 29 tháng 1 năm 1947) là một vũ công và diễn viên ba lê người Nam Phi. Được nhớ đến ngày hôm nay chủ yếu vì vẻ đẹp phi thường của mình, cô xuất hiện trong các vai diễn hàng đầu với các công ty múa ba lê của Anh trong những năm 1930 và sau đó biểu diễn trong các vở nhạc kịch trên sân khấu và trong các bộ phim.

## Tiểu sử
Pearl Wellman, con gái của Ernest James Wellman và Mary Wellman, sinh ra ở Johannesburg, thành phố lớn của tỉnh Transvaal (nay là Gauteng) và là trung tâm khai thác vàng ở Nam Phi.
Cô lần đầu tiên bước vào lịch sử ballet vào giữa những năm 1920, khi cô xuất hiện ở London và đăng ký tham gia các lớp học múa ba lê tại các trường của Nikolai Legat, ở Colet Gardens và Dame Marie Rambert, ở Notting Hill Gate. Ở đó, cô được các học sinh khác và các thành viên của Câu lạc bộ Ba lê Rambert gọi là Pearl Argyle, nhóm biểu diễn mà ballet Rambert sẽ phát triển. Trong số các thành viên câu lạc bộ khác vào thời điểm đó là biên đạo múa mới nổi Frederick Ashton, người sẽ đóng một vai trò quan trọng trong sự nghiệp của cô trên sân khấu múa ba lê.

## Múa ba lê
Vào thời điểm mà Argyle học tại trường múa ba lê Rambert, Ashton là vũ công chính của nhóm biểu diễn cũng như một biên đạo múa vừa chớm nở. Anh nhớ lại rằng cô là một phụ nữ trẻ nhút nhát, có thể đỏ mặt khi được xưng hô, nhưng là một người duyên dáng và một vũ công duyên dáng. Giống như hầu hết mọi người, anh ngay lập tức bị vẻ ngoài ưa nhìn của cô thu hút. Anh ví cô là nữ diễn viên điện ảnh Greta Garbo và gọi cô là "người phụ nữ đẹp nhất thế hệ của cô". Cô sớm trở thành nàng thơ của anh, truyền cảm hứng cho anh để tạo ra vai diễn cho cô trong một số vở ba lê đầu tiên của anh.
Argyle là một thành viên quan trọng trong nhóm các nghệ sĩ biểu diễn của Rambert vào cuối những năm 1920 và của Câu lạc bộ Ba lê sau đó và Hội Camargo, từ 1930 đến 1935